# Discestra indistincta
Discestra indistincta är en fjärilsart som beskrevs av Tutt 1892. Discestra indistincta ingår i släktet Discestra och familjen nattflyn. Inga underarter finns listade i Catalogue of Life.